# Нордхофен
Нордхофен (њем. Nordhofen) општина је у њемачкој савезној држави Рајна-Палатинат. Једно је од 192 општинска средишта округа Вестервалд. Према процјени из 2010. у општини је живјело 564 становника. Посједује регионалну шифру (AGS) 7143056.

## Географски и демографски подаци
Нордхофен се налази у савезној држави Рајна-Палатинат у округу Вестервалд. Општина се налази на надморској висини од 269 метара. Површина општине износи 3,9 km². У самом мјесту је, према процјени из 2010. године, живјело 564 становника. Просјечна густина становништва износи 146 становника/km².